# Außenpolitik Frankreichs

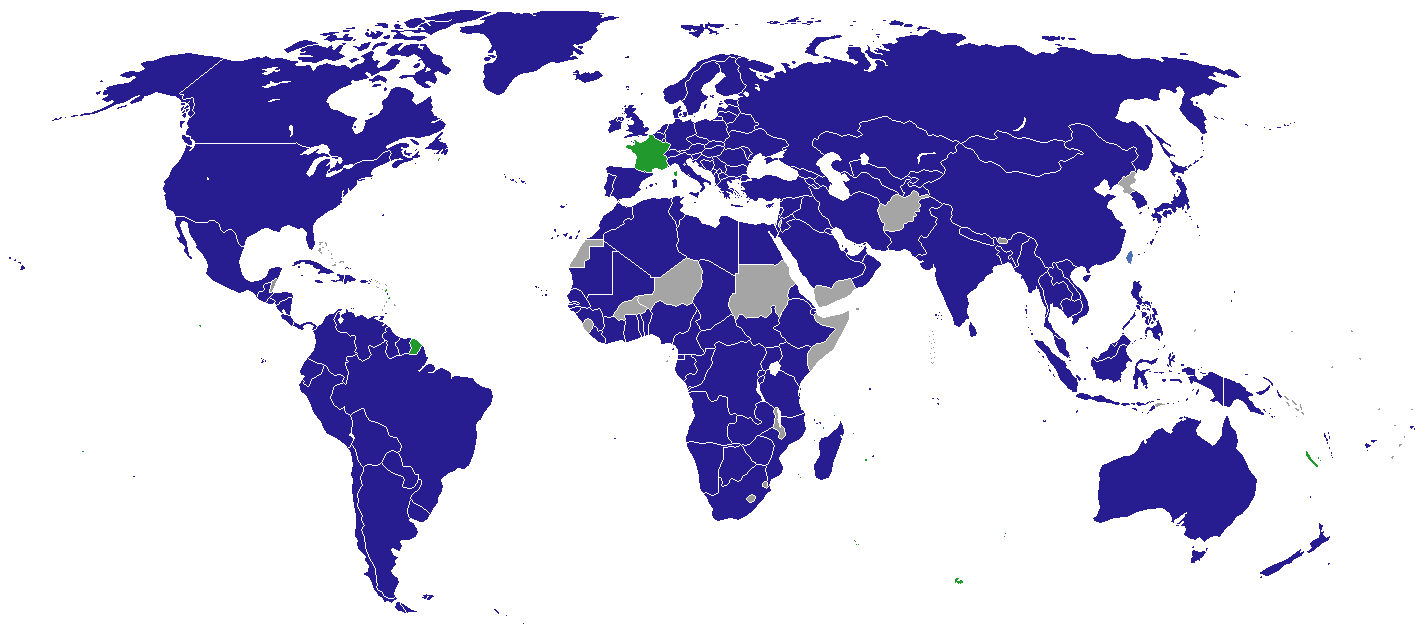
Länder mit diplomatischen Missionen aus Frankreich

Die Außenpolitik Frankreichs beruht auf der Wahrung der Souveränität und Eigenständigkeit Frankreichs. Obwohl das Land durch die Mitgliedschaft in der Europäischen Union und der NATO eng in Euro-atlantische Strukturen integriert ist, versteht es sich als eine eigenständige Großmacht. Frankreich kann auf eine jahrhundertealte Tradition als bedeutende europäische Macht zurückblicken und gehörte zu den großen europäischen Kolonialmächten, weshalb es in der Frankophonie heute noch zahlreiche Sprecher des Französischen gibt. Im 21. Jahrhundert versucht Frankreich dieses Erbe zu nutzen und versteht sich bis heute als Ordnungsmacht im frankophonen Afrika. Das Land betreibt auch eine aktive Kulturpolitik über Institutionen wie das Institut français oder die Alliance française.
Frankreich gehört zu den fünf Vetomächten im UN-Sicherheitsrat und ist eine Atommacht. Das Land verfügte 2023 über 249 Auslandsvertretungen, darunter 158 Botschaften, was zu den umfangreichsten diplomatischen Netzwerken der Welt zählt. Frankreich verfügt als bedeutende Militärmacht auch über zahlreiche militärische Stützpunkte im Ausland und hat zur Wahrung seiner Interessen nach dem Ende des Zweiten Weltkriegs wiederholt im Ausland interveniert (z. B. in Afrika).

## Grundlagen

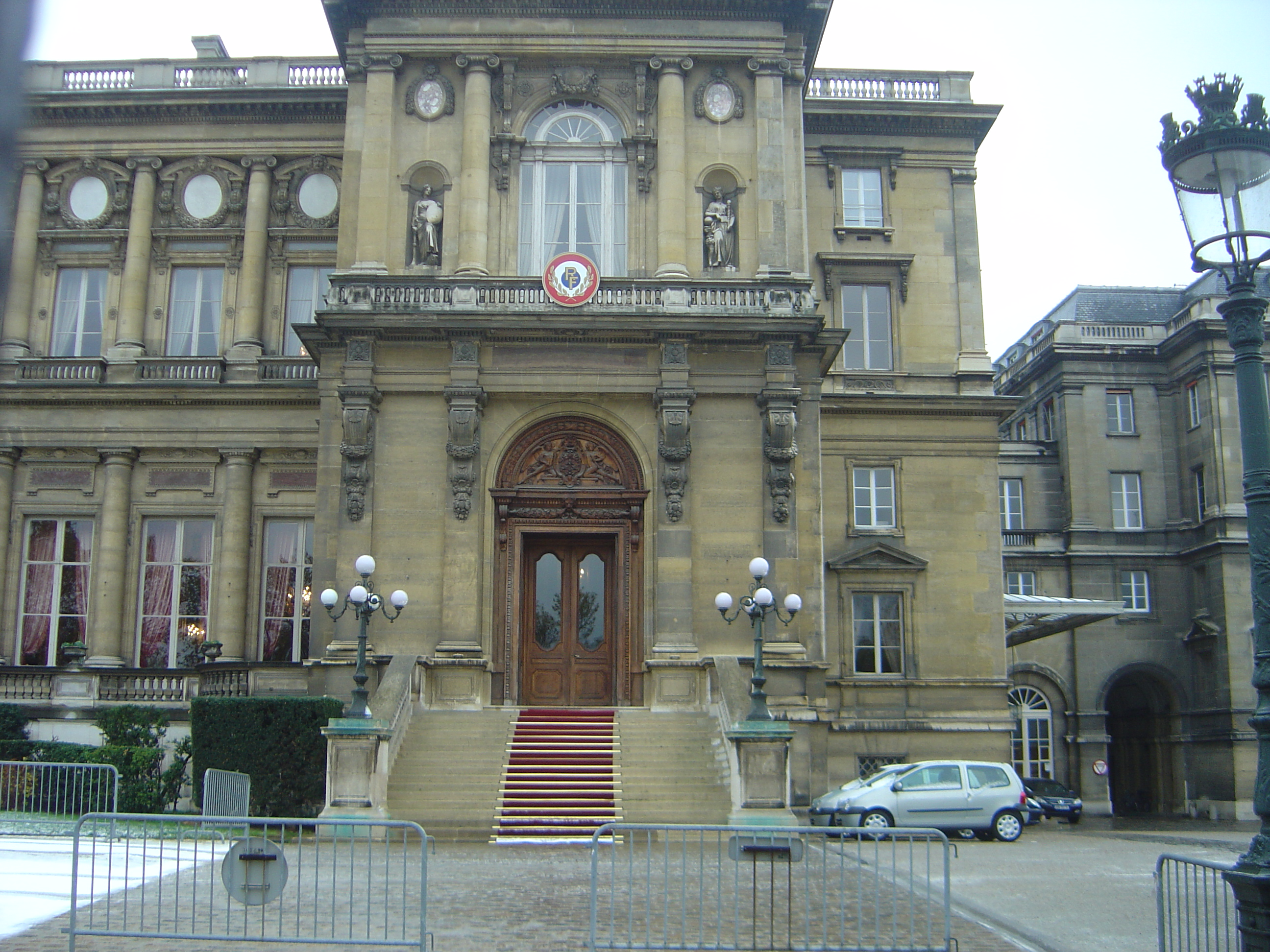
Außenministerium Frankreichs in Paris

Die Außenpolitik ist in der Verfassung der Fünften Französischen Republik die Domäne des Präsidenten (domaine réservé). Dieser hat eine große Machtfülle bei der Gestaltung der Außen-, Sicherheits- und Verteidigungspolitik und ist auch der Oberbefehlshaber der Streitkräfte. Der Präsident hat wenig institutionelle Gegenspieler wie z. B. ein starkes Parlament, welches ihm bei der Gestaltung der Außenpolitik entgegentreten könnte. Das Außenministerium Frankreichs und der Außenminister sind lediglich damit beauftragt, die Vorgaben des Präsidenten umzusetzen, wobei sich das reale Ausmaß der Einflusses der Präsidenten auf die Außenpolitik je nach Regierung und Persönlichkeit des Präsidenten auch unterscheiden kann. Frankreich verfügt über eines der ältesten und am besten vernetzten diplomatischen Netzwerke, mit Botschaften und anderen Institutionen in den meisten Hauptstädten der Welt. In seiner Orientierung ist die französische Diplomatie tendenziell nach Süden auf den Mittelmeerraum und Afrika ausgerichtet, Regionen, die als klassische Einflusssphären angesehen werden.
Frankreich versteht sich als aktive Gestaltungsmacht in der Weltpolitik nach seinem Selbstverständnis als Grande Nation. Obwohl Frankreich politisch und militärisch an EU und NATO gebunden ist, handelt es deshalb auch manchmal unilateral. Eine flexible Ausrichtung, bei der je nach Interessenslage unilateral, multilateral oder bilateral gehandelt wird, hat in der Vergangenheit bereits zu Konflikten (z. B. mit Deutschland) geführt. Als höchstes Gut gilt die Souveränität Frankreichs, wobei die französische Diplomatie damit auch manchmal in Widerspruch zu Verbündeten gerät. In jüngerer Zeit wurde der Souveränitätsanspruch auch auf die europäische Ebene gehoben, wobei die EU in den Plänen der Macron-Regierung eine möglichst eigenständige Rolle in der Weltpolitik spielen soll. Eine weitere Konstante ist die bis auf die Kolonialzeit zurückgehende „Mission Civilisatrice“, eine empfundene historische Mission, die Werte der Französischen Revolution wie Freiheit und Demokratie in der Welt zu verbreiten, welche allerdings auch schon mit der Verfolgung wirtschaftlicher und geostrategischer Interessen in Konflikt geraten sind.
Eine besondere Rolle in der französischen Außenpolitik spielt die Kulturdiplomatie. Die kulturelle Soft Power soll dabei die französische militärische, wirtschaftliche und diplomatische Macht ergänzen. Frankreich gilt seit dem späten 19. Jahrhundert als Pionier der internationalen Kulturpolitik und besitzt bis heute ein dichtes Netz an Kulturinstitutionen im Ausland. Dazu zählen das Institut français zur auswärtigen Kulturförderung und die Alliances Françaises, wobei ersteres direkt dem Außenministerium unterstellt sind. Ebenfalls erwähnenswert ist die Organisation internationale de la Francophonie (OIF), in der die französischsprachigen bzw. frankophonen Länder organisiert sind. Das Französische ist eine Amtssprache in zahlreichen internationalen Organisationen wie der UNO. Durch die Globalisierung und den weltweiten Siegeszug des Englischen ist das Französische in internationalen Organisationen trotz einer wachsenden Zahl an Sprechern jedoch unter Druck geraten, wobei bereits eine „Krise der französischen Kulturdiplomatie“ ausgemacht wurde. Andere Probleme sind die chronische Unterfinanzierung französischer Kulturinstitute und verbreitete antifranzösische Einstellungen in ehemaligen französischen Kolonien.

## Geschichte
Das Königreich Frankreich entstand im Frühmittelalter aus dem Westfrankenreich und gehörte früh zu den bedeutendsten Staatswesen in Europa. Eine wichtige Rolle zur Festigung der französischen Identität und Nation bildete der Hundertjähriger Krieg (1337–1453) gegen das Königreich England, der auch den Auftakt für eine jahrhundertelang anhaltende Rivalität mit den Engländern bzw. später den Briten bildete. In Kontinentaleuropa konkurrierten die französischen Könige mit den Habsburgern um die Vorherrschaft (Habsburgisch-französischer Gegensatz). Die französisch-osmanische Allianz war ein Militärbündnis, das 1536 zwischen dem französischen König Franz I. und dem Sultan des Osmanischen Reiches Süleyman I. geschlossen wurde. Das Bündnis war außergewöhnlich, da es sich um das erste Bündnis zwischen einem christlichen und einem muslimischen Staat handelte, und löste in der christlichen Welt einen Skandal aus, zumal die französischen Könige sich stark für den Katholizismus einsetzten. Das Bündnis war eines der wichtigsten Auslandsbündnisse Frankreichs und hatte insbesondere während der Italienischen Kriege und bei den Feldzügen gegen das Heilige Römische Reich großen Einfluss. Sie hielt mit Unterbrechungen mehr als zweieinhalb Jahrhunderte bis zur napoleonischen Invasion im osmanischen Ägypten 1798–1801.

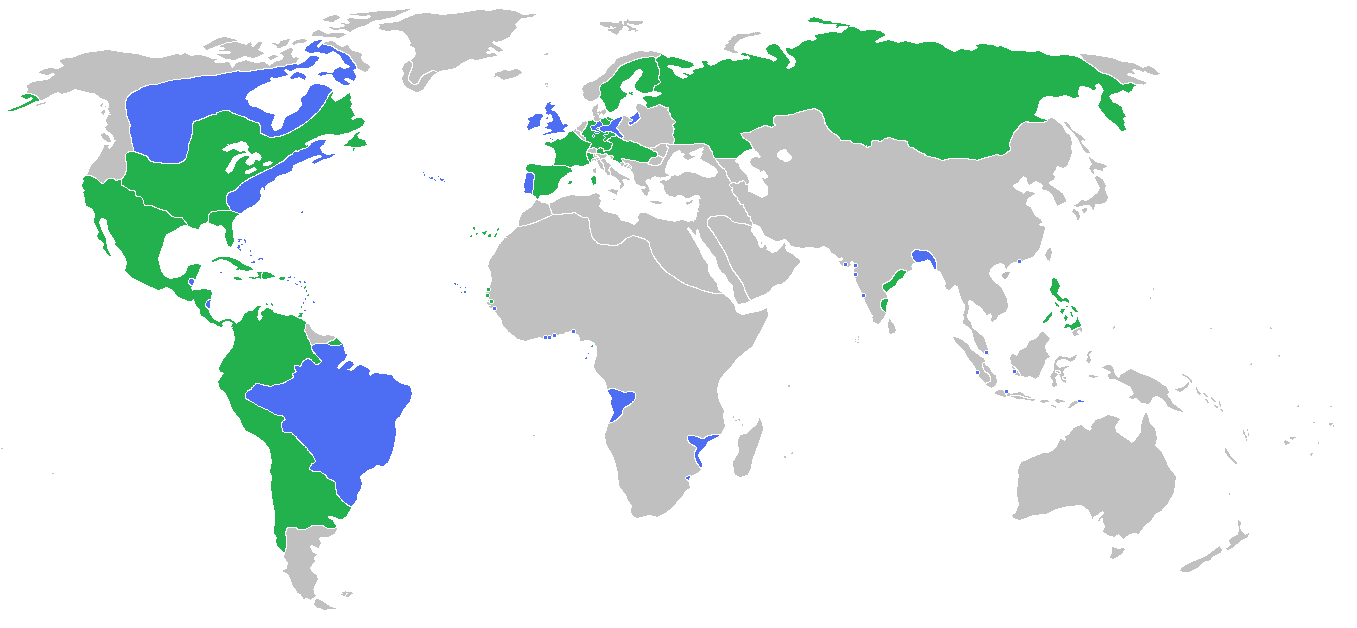
Allianzen und Territorien der Beteiligten des Siebenjährigen Krieges
Großbritannien, Preußen, Portugal und Verbündete
Frankreich, Spanien, Österreich, Russland, Schweden und Verbündete

Im 16. Jahrhundert begann Frankreich sein erstes Kolonialreich mit Stützpunkten in Asien und Afrika sowie der Ansiedlung Neufrankreich in Amerika zu errichten. Unter den langen Regierungszeiten der Könige Ludwig XIV. (1643–1715) und Ludwig XV. (1715–1774) war Frankreich die führende Macht in Europa und zahlreiche Fürsten orientierten sich am französischen Hofleben und der französischen Kultur. Unter Ludwig XIV. führte Frankreich mehrere große Kriege: den Französisch-Niederländischen Krieg, den Pfälzischen Erbfolgekrieg und den Spanischen Erbfolgekrieg, bei dem die Franzosen einen Bourbonen auf dem spanischen Thron installieren konnten. Ludwig XV. gliederte Lothringen und Korsika an Frankreich an. Im Siebenjährigen Krieg (1754–1763) erlitt Frankreich jedoch eine schwere Niederlage und war gezwungen, seine Besitzungen in Nordamerika aufzugeben, und das Britische Weltreich wurde zur führenden Weltmacht. Frankreich musste Neufrankreich an Großbritannien und Louisiana an Spanien abtreten. Aus Revanchismus unterstützte Frankreich die amerikanischen Rebellen während des Amerikanischen Unabhängigkeitskriegs (1775–1783) militärisch und finanziell. Die Intervention war erfolgreich und spielte eine wichtige Rolle bei der Entstehung der Vereinigten Staaten, belastete jedoch zusammen mit den anhaltenden Kriegen gegen die Britische Ostindien-Kompanie in Asien die Staatskasse erheblich und destabilisierte Frankreich innenpolitisch.
Nach der Französischen Revolution (1789) fühlten sich die europäischen Monarchien durch das revolutionäre Frankreich bedroht und bildeten eine Allianz gegen die Franzosen, was zum Ersten Koalitionskrieg führte. Unter Napoleon Bonaparte konnte Frankreich kurzzeitig die Vorherrschaft über große Teile Europas erringen. Das Heilige Römische Reich löste sich nach knapp tausend Jahren selbst auf und zahlreiche auf den Werten der Revolution errichtete konstitutionelle Monarchien und Republiken entstanden in Europa unter französischem Einfluss. Gegen die Briten verhängte Napoleon die Kontinentalsperre. Sein Russlandfeldzug 1812 erwies sich jedoch als schwerer Fehler, der den Niedergang der französischen Hegemonie über Europa einleitete. Bei der Schlacht bei Waterloo (1815) wurde Napoleon endgültig von einer britisch-preußischen Allianz besiegt und die Bourbonen kehrten auf den Thron zurück. Napoleon hatte aber eine bleibende Wirkung auf die europäische Staatenordnung, besonders in Deutschland und in Italien. Frankreich war nach den Koalitionskriegen nicht mehr die dominierende Macht, die es vor 1815 gewesen war. Es verblieb allerdings unter den europäischen Großmächten (der Pentarchie), was auch der geschickten Diplomatie des Staatsmanns de Talleyrand-Périgord auf dem Wiener Kongress zu verdanken war.
Die auf den Thron zurückgekehrten Bourbonen erwiesen sich als schwache Herrscher und 1830 und 1848 kam es zu erneuten Revolutionen. 1830 übernahm Frankreich die Kontrolle über Algerien und begann mit der Ansiedlung von europäischen Siedlern. Nach 1850 begann es ernsthaft mit dem Wiederaufbau seines weltweiten Imperiums und etablierte Kolonien in Westafrika und Asien (u. a. in Indochina). Der 1848 an die Macht gekommene Napoleon III. verfolgte eine aggressive Außenpolitik. Er öffnete den Handel mit China und ermöglichte einem französischen Unternehmen den Bau des Suezkanals, den Großbritannien nicht verhindern konnte. Der Krimkrieg (1854–1856) gegen Russland, der mit britischer und osmanischer Hilfe geführt wurde, brachte schwere Verluste und hohe Kosten, aber wenig territorialen oder politischen Gewinn. Der Krieg mit Österreich im Jahr 1859 ermöglichte die Einigung Italiens, und Napoleon wurde mit der Annexion von Savoyen und Nizza belohnt. Schließlich wurde Napoleon jedoch von Otto von Bismarck ausmanövriert und zog 1870 in den Krieg mit den Deutschen. Nachdem es Napoleon nicht gelungen war, ein Bündnis mit Österreich und Italien zu schließen, hatte Frankreich keine Verbündeten mehr. Auf dem Schlachtfeld erlitt es eine katastrophale Niederlage und verlor Elsaß-Lothringen an das in Versailles ausgerufene Deutsche Kaiserreich.
Durch die Einigung Deutschlands hatte Frankreich seinen Status als führende Macht in Kontinentaleuropa verloren und der Verlust von Elsaß-Lothringen löste einen verbitterten Revanchismus in Frankreich aus, der die deutsch-französische Erbfeindschaft begründete. Dank Bismarcks geschickter Bündnispolitik blieb Frankreich in der Folge diplomatisch isoliert, bis die Aufkündigung des deutsch-russischen Rückversicherungsvertrags 1890 durch Wilhelm II. eine französisch-russische Annäherung ermöglichte, die 1894 in dem Abschluss der Französisch-Russischen Allianz gipfelte. Während des Wettlauf um Afrika stießen die britischen und französischen Interessen in Afrika aufeinander. Frankreich plante einen zusammenhängenden West-Ost-Korridor in Afrika zu schaffen, während die Briten einen Nord-Süd Korridor von Ägypten bis zum Kap der Guten Hoffnung errichten wollten. Unter der Führung des Expansionisten Jules Ferry dehnte die Dritte Republik das französische Kolonialreich stark aus. Frankreich erwarb Indochina, Madagaskar, riesige Gebiete in West- und Zentralafrika sowie einen Großteil Polynesiens. „Die höheren Rassen haben die Pflicht, die niederen Rassen zu zivilisieren“ verkündete Ferry. Volle Staatsbürgerrechte – Assimilation – waren ein langfristiges Ziel der Kolonisierung, aber in der Praxis zögerten die Kolonialbeamten, die vollen Staatsbürgerrechte zu gewähren.

### 20. Jahrhundert

#### Erster Weltkrieg

Allianzen in Europa (1914)

Obwohl die französisch-britischen Beziehungen noch kurz zuvor durch die Faschoda-Krise (1898) gestört worden waren, sorgte die gemeinsame Furcht vor Deutschlands aggressiver Außenpolitik letztlich für eine Annäherung beider Staaten. 1904 wurde die Entente cordiale als Bündnis zwischen beiden Staaten geschlossen, welche drei Jahre später mit dem Beitritt Russlands zur Triple Entente wurde. Im folgenden Ersten Weltkrieg (1914–1918) kämpfte diese gegen die Mittelmächte. Am 3. August 1914 erklärte Deutschland Frankreich den Krieg und marschierte nach dem Schlieffen-Plan in Belgien und Nordostfrankreich ein. Der deutsche Vormarsch kam schließlich zum Erliegen und es entwickelte sich ein langer Stellungskrieg. Auch wenn Frankreich und die Briten schließlich 1918 an der Westfront einen Pyrrhussieg erringen konnten, waren die Kriegsverluste extrem hoch. Auf der Pariser Friedenskonferenz von 1919 war die Rache am besiegten Deutschland das Hauptmotiv der Franzosen, und Premierminister Clemenceau setzte sich weitgehend gegen die mäßigenden Einflüsse der Briten und Amerikaner mit seiner harten Linie durch. Deutschland musste infolge hohe Reparationen für Kriegsschäden zahlen. Der Versailler Vertrag wurde Deutschland aufgezwungen, das gegen die harten Bedingungen protestierte.

#### Zwischenkriegszeit
In der Zwischenkriegszeit versuchte Frankreich seine Sicherheit durch Bündnisse mit Polen und der Tschechoslowakei zu stärken. Im Januar 1923 besetzte Frankreich (und Belgien) das Ruhrgebiet, weil Deutschland nicht genügend Kohle als Teil seiner Reparationszahlungen geliefert hatte. Deutschland reagierte mit einer Politik des passiven Widerstands und unterstützte die streikenden Arbeiter im Ruhrgebiet, indem es zusätzliches Geld druckte, was eine Hyperinflation in Deutschland auslöste. Als Reaktion auf den Druck Großbritanniens und der Vereinigten Staaten sowie auf die französische Erkenntnis, dass seine potenziellen Verbündeten in Osteuropa schwach und schwer zu koordinieren waren, verfolgte Frankreich ab 1924 eine konziliantere Politik gegenüber der Weimarer Republik. Mit dem Verträge von Locarno (1925) konnten die Beziehungen schließlich verbessert werden und Deutschland trat dem Völkerbund bei. Nach der Machtergreifung von Adolf Hitler 1933 hatte das innenpolitisch gespaltene und wirtschaftlich geschwächte Frankreich jedoch der aggressiven Politik von NS-Deutschland nur wenig entgegenzusetzen. Pierre Laval schloss 1935 mit Mussolini das Französisch-Italienische Abkommen und gab Italien in Abessinien freie Hand. Er mobilisierte auch die Stresa-Front als britisch-französisch-italienisches Bündnis, welche später durch die Annäherung Mussolinis an Hitler unterlaufen wurde.

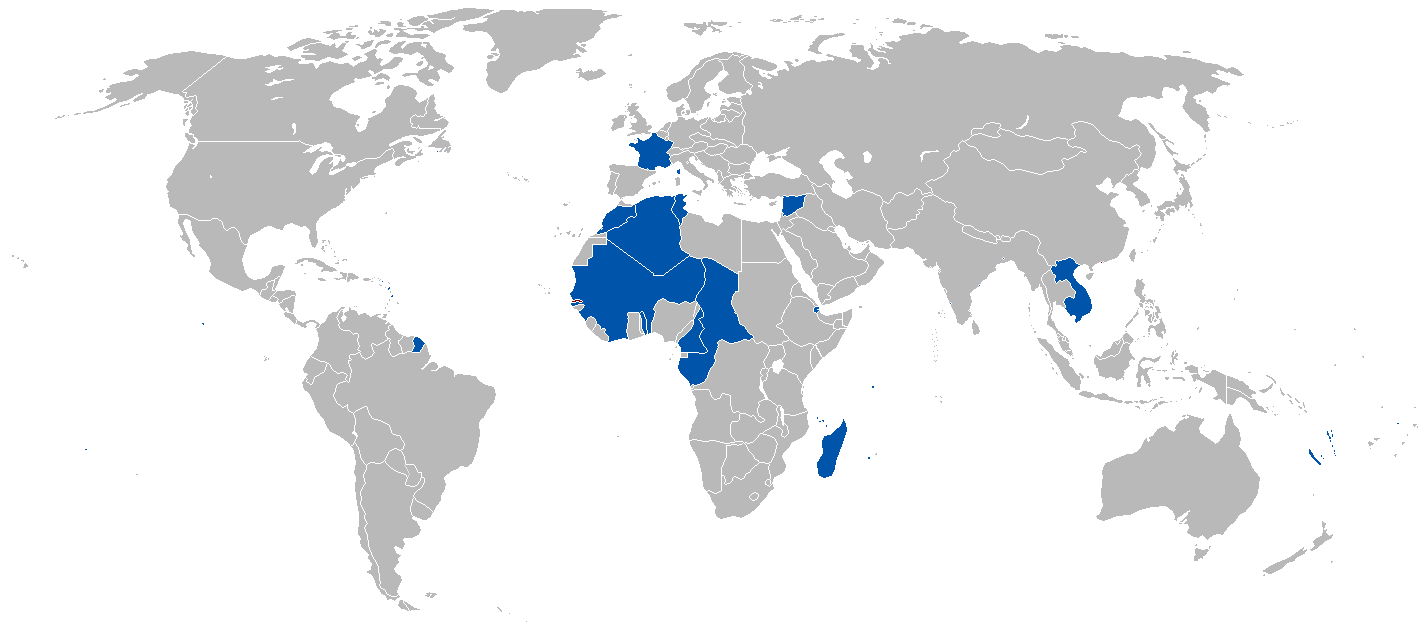
Französisches Kolonialreich (1920)

Als Hitler 1936 Truppen ins Rheinland schickte – in den Teil Deutschlands, in dem keine Truppen zugelassen waren – wollten weder Paris noch London einen Krieg riskieren, und es wurde nichts unternommen. Hitlers Remilitarisierung des Rheinlandes veränderte das Kräfteverhältnis entscheidend zugunsten des Reichs. Die Glaubwürdigkeit Frankreichs, sich gegen eine deutsche Expansion oder Aggression zu wehren, war in Frage gestellt. Appeasement im Bündnis mit Großbritannien wurde nun nach 1936 zur Strategie, da Frankreich angesichts der eskalierenden Forderungen Hitlers den Frieden suchte. Édouard Daladier, Premierminister 1938–1940, weigerte sich, ohne britische Unterstützung in den Krieg gegen Deutschland und Italien zu ziehen. Er unterstützte Neville Chamberlain, der 1938 mit dem Münchner Abkommen den Frieden retten wollte. Nach Deutschlands Zerschlagung der Tschechoslowakei 1939 opferte Frankreich seinen tschechoslowakischen Verbündeten. Die Briten und Franzosen erkannten schließlich, dass Appeasement gegenüber Hitler nicht zum Frieden führen würde. Im Frühjahr 1939 forderte Hitler Zugeständnisse von Polen, und diesmal kündigten Großbritannien und Frankreich an, dass sie in den Krieg ziehen würden, um die Integrität Polens zu verteidigen. Frankreich und Großbritannien erklärten Deutschland zwei Tage nach dessen Überfall auf Polen gemeinsam den Krieg.

#### Zweiter Weltkrieg

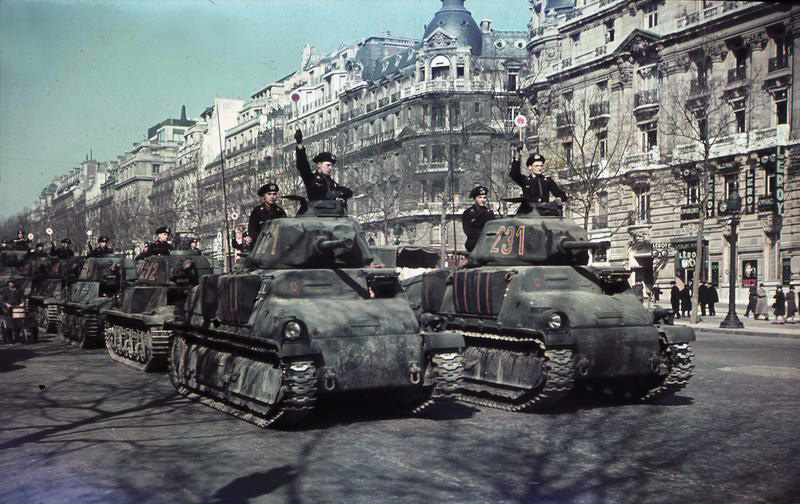
Deutsche Panzer in Paris (1940)

Frankreich hoffte, dass die Maginot-Linie es vor einer deutschen Invasion schützen würde. Im Frühjahr 1940 begann Deutschland seinen Blitzkrieg gegen Dänemark und Norwegen und drängte die Briten rasch zurück. Dann marschierte es in den Niederlanden ein und verleitete Großbritannien und Frankreich dazu, ihre besten Kampfeinheiten tief in die Niederlande zu schicken, wo sie im Mai 1940 in der Schlacht um Frankreich in die Falle gingen. Die Royal Navy rettete über 300.000 britische und französische Soldaten aus Dünkirchen, ließ aber die gesamte Ausrüstung zurück. Paris fiel am 14. Juni 1940 an die Deutschen, und die Regierung kapitulierte am 24. Juni 1940. NS-Deutschland besetzte den Nordosten des französischen Territoriums und überließ den Rest im Südosten der neuen Vichy-Regierung, die nur wenig mehr als ein Marionettenregime war. Im Exil formierten sich dagegen die Freien Französische Streitkräfte unter Führung von Charles de Gaulle und bekämpften die Achsenmächte. Mit britischer militärischer Unterstützung erlangten die Freien Franzosen nach und nach die Kontrolle über alle französischen Kolonien mit Ausnahme von Indochina, das von den Japanern kontrolliert wurde. 1944 endete die deutsche Besetzung Frankreichs und De Gaulle zog in das befreite Paris ein. De Gaulle verlangte als „Siegermacht“ gleichberechtigt behandelt zu werden, er durfte jedoch nicht an der Konferenz von Jalta teilnehmen, bei der über die Nachkriegsordnung verhandelt wurde.

#### Nach 1945

EGKS-Gründerstaaten (1951)

Aus Furcht vor einem wiedererstarkenden Deutschland zögerte Frankreich, den Plan zur Zusammenlegung der französischen, britischen und amerikanischen Besatzungszone zu unterstützen. Die wachsende Furcht vor den Sowjets und der Bedarf an amerikanischer Wirtschaftshilfe veranlassten die Franzosen jedoch, die Zonen zusammenzulegen. Anfangs hatte Frankreich noch auf die Annexion großer Gebiete in Deutschland gehofft. Nach dem Beginn des Kalten Krieges trat Frankreich 1949 als Gründungsmitglied der NATO bei. Die Gründung der Europäischen Gemeinschaft für Kohle und Stahl (EGKS) wurde erstmals vom französischen Außenminister Robert Schuman und dem französischen Wirtschaftstheoretiker Jean Monnet am 9. Mai 1950 vorgeschlagen, um einen weiteren Krieg zwischen Frankreich und Deutschland zu verhindern. Mit ihrer Gründung 1951 wurde die Grundlage für die spätere europäische Einigung gelegt. Frankreich akzeptierte schließlich auch den Wiederanschluss des Saarlands an die souveräne Bundesrepublik Deutschland im Jahre 1957 nach der Unterzeichnung des Saar-Statuts.
Die Union pour un mouvement populaire (UPM), eine große gemäßigte Partei, die sich auf die katholische Wählerschaft stützt, dominierte die französische Außen- und Kolonialpolitik während des größten Teils der späten 1940er und 1950er Jahre. Zusammen mit der Sozialistischen Partei Frankreichs war sie der energischste Befürworter der europäischen Integration im Lande. Sie war auch ein starker Anhänger der NATO und eines engen Bündnisses mit den Vereinigten Staaten, was sie zur „transatlantischsten“ der französischen Parteien machte. Ihre Führer, insbesondere Georges Bidault und Paul Coste-Floret (Außen- bzw. Kolonialminister in mehreren französischen Koalitionsregierungen), waren die Hauptverantwortlichen für Frankreichs rigorose Kolonialpolitik, die zu langen kriegerischen Aufständen in Vietnam (1946–1954) und Algerien (1954–1962) führte. Die demütigende Suezkrise (1956) führte den Franzosen vor Augen, dass die Zeit der europäischen Kolonialmächte endgültig abgelaufen war. Im Falle Algeriens weigerte sich Frankreich allerdings abzuziehen, da Algerien als integraler Bestandteil Frankreichs angesehen wurde. Der Algerienkrieg destabilisierte Frankreich innenpolitisch und führte zum Ende der Vierten Republik 1958 und einer neuerlichen Amtszeit von Charles de Gaulle als Präsidenten Frankreichs.

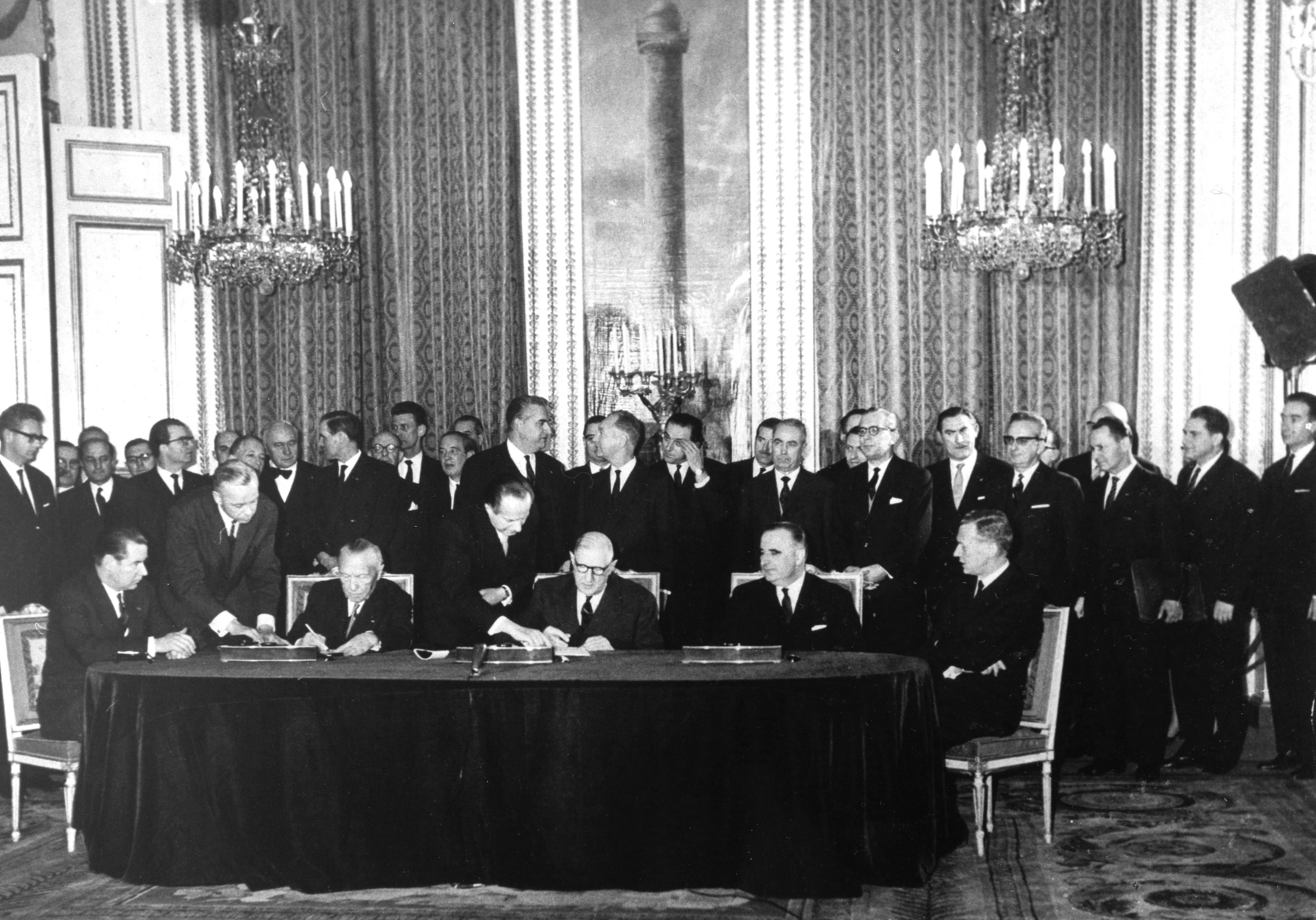
Unterzeichnung des Élysée-Vertrag (1963)

Während seiner Amtszeit (1959–1969) entschloss sich de Gaulle, Algerien in die Unabhängigkeit zu entlassen. Auch die anderen afrikanischen Kolonien wurden in den frühen 1960er Jahren unabhängig, blieben allerdings durch die Union française eng mit Frankreich verbunden. De Gaulle begründete den Gaullismus, der Frankreichs Innen- und Außenpolitik langfristig prägen sollte. Er verfolgte eine Politik der „nationalen Unabhängigkeit“. De Gaulle forderte eine vollständige Autonomie Frankreichs in der Weltpolitik, was bedeutete, dass das Land seine eigenen Entscheidungen trifft, die nicht von der NATO, der Europäischen Gemeinschaft oder anderen aufgezwungen werden konnten. Er legte zweimal sein Veto gegen den Beitritt Großbritanniens zur Europäischen Wirtschaftsgemeinschaft ein, da er befürchtete, dass Frankreich in europäischen Angelegenheiten in den Schatten gestellt werden könnte. Er distanzierte sich auch von den USA und kritisierte den Vietnamkrieg und die globale Dominanz des US-Dollar. De Gaulle trat 1966 auch aus der integrierten NATO-Kommandostruktur aus und ließ eigene Atomwaffen entwickeln. Er unterhielt dagegen gute Beziehungen zur BRD unter Konrad Adenauer und beide unterschieben 1963 den Élysée-Vertrag.
De Gaulles Nachfolger Georges Pompidou (1969–1974) versuchte De Gaulles Politik weiterzuführen, ihm fehlte es jedoch an seinem Charisma. Die größte Niederlage erlebte er in Algerien, wo die Steuern auf die in französischem Besitz befindlichen Ölfelder drastisch erhöht und diese schließlich 1971 verstaatlicht wurden, wobei Pompidou hilflos zusehen musste. Mit den USA konnten die Beziehungen anfangs wieder verbessert werden. Nach dem Nixon-Schock und der Rezession von 1973–1975 traten jedoch wirtschaftliche Probleme und Konflikte auf, insbesondere wegen der Rolle des Dollars als Welthandelswährung. Auf Pompidou folgte Valéry Giscard d’Estaing (1974–1981), der sich selbst als „ein Konservativer, der Veränderungen mag“ bezeichnete. Unter französischer Initiative entstand 1975 die G7 als Koordinationsforum der großen Industriestaaten. Zur Unterstützung der europäischen Wirtschaftsvereinigung riefen Giscard und sein Freund, der westdeutsche Bundeskanzler Helmut Schmidt, im April 1978 das Europäische Währungssystem (EWS) ins Leben. Er wurde jedoch für seine engen Beziehungen zum Despoten Jean-Bédel Bokassa der Zentralafrikanischen Republik kritisiert, dessen Unterstützung er später einstellte. 1979 halfen französische Truppen dabei, Bokassa zu entmachten und den alten Präsidenten David Dacko wieder einzusetzen.

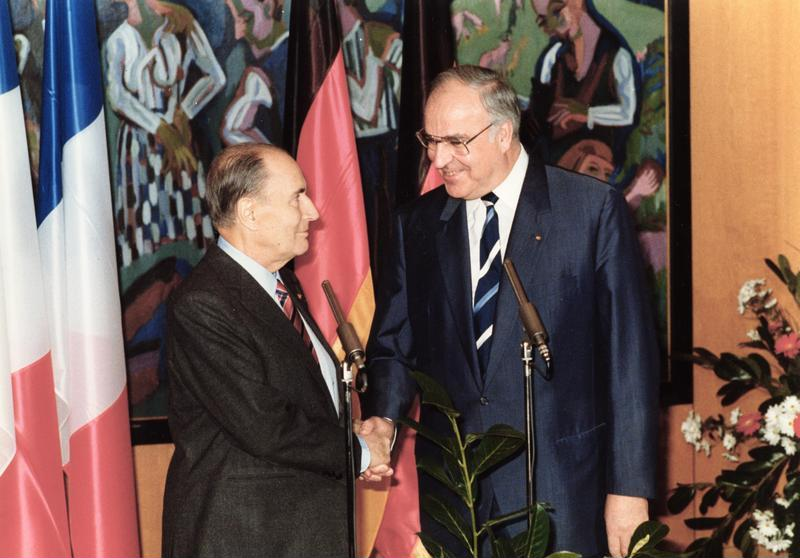
François Mitterrand und Helmut Kohl (1997)

François Mitterrand (1981–1995), ein Sozialist, betonte die europäische Einheit und die Erhaltung der besonderen Beziehungen Frankreichs zu seinen ehemaligen Kolonien gegenüber dem „angelsächsischen Einfluss“. Er hatte ein herzliches Verhältnis zum konservativen deutschen Bundeskanzler Helmut Kohl, was die deutsch-französischen Beziehungen begünstigte und auch die Verhandlungen zur Deutsche Wiedervereinigung erleichterte. Im Gegenzug für die französische Zustimmung zur Wiedervereinigung wurde die Schaffung einer gemeinsamen europäischen Währungszone vereinbart. Die Außenpolitik von Mitterrands Nachfolgers Jacques Chirac (1995–2007) war von weitgehender Kontinuität geprägt. Er wagte allerdings den Bruch mit den Vereinigten Staaten während des Irakkriegs, als Chirac sich weigerte, der Koalition der Willigen beizutreten, und dabei von Bundeskanzler Gerhard Schröder unterstützt wurde. Der spätere Premierminister Dominique de Villepin erlangte einen Großteil seiner Popularität durch seine Rede als Außenminister gegen den Irakkrieg vor den Vereinten Nationen (UN). Die Chiraq-Regierung intensivierte dagegen die Beziehungen zu Russland unter Wladimir Putin und der Volksrepublik China unter Hu Jintao.
Nicolas Sarkozy (2007–2012) näherte Frankreich wieder den USA an und normalisierte die bis dahin angespannten Beziehungen zur NATO. Im Jahr 2009 wurde Frankreich wieder ein voll integriertes NATO-Mitglied und kehrte ins NATO-Kommando zurück. Er schlugDominique Strauss-Kahn als europäischen Kandidaten für den Direktorposten des Internationalen Währungsfonds (IWF) vor. Kritiker vermuteten, Sarkozy habe Strauss-Kahn nominiert, um die Sozialistische Partei eines ihrer populärsten Mitglieder zu berauben. Sakozys sozialistischer Nachfolger François Hollande (2012–2017) verfolgte eine allgemein aggressive Außenpolitik und schickte das Militär in den Kampf gegen radikale Islamisten in Afrika bei der Opération Serval in Mali und der Operation Sangaris in Zentralafrika. Frankreich wurde auch die erste europäische Nation, die sich den Vereinigten Staaten bei der Bombardierung des Islamischen Staates im Irak anschloss. Unter Präsident Hollande zeigte Frankreich auch eine harte Haltung beim Bürgerkrieg in Syrien und zum iranischen Atomprogramm und wurde so zu einem engen Verbündeten der USA in der Sicherheitspolitik. In enger Koordination mit Deutschland unter Angela Merkel verhandelte seine Regierung nach dem Beginn des Russisch-Ukrainischen Kriegs das Minsker Abkommen mit aus.

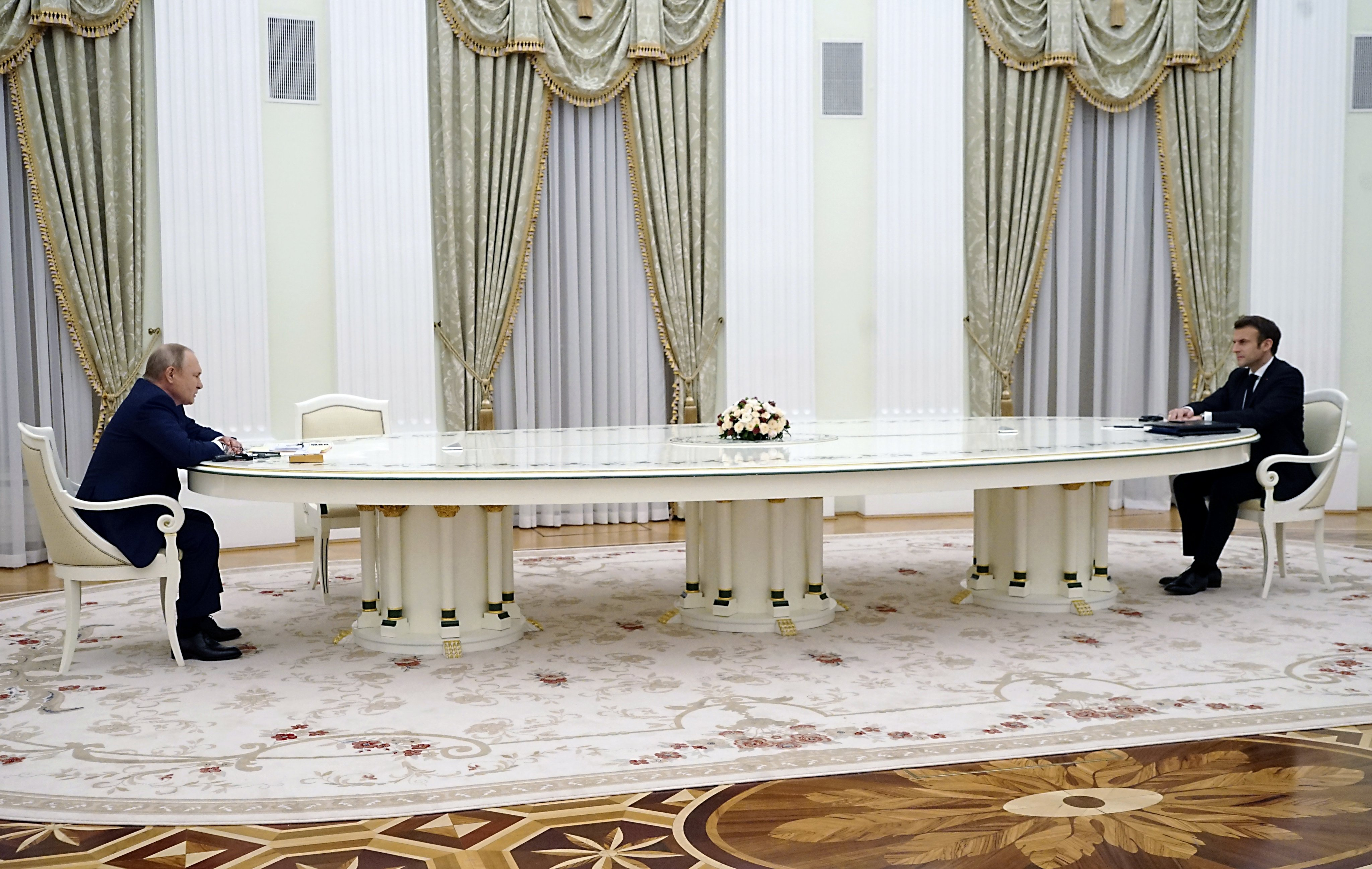
Putin und Macron im Kreml (2022)

Der 2017 ins Amt gekommene französische Präsident Emmanuel Macron sah sich zu Beginn seiner Amtszeit mit Donald Trump im Weißen Haus und dem Brexit konfrontiert. Als Reaktion auf die Distanzierung der USA von Europa unter Trumps Ägide forderte Macron öffentlich eine „strategische Autonomie“ Europas und eine Neubelebung der deutsch-französischen Partnerschaft. Die Differenzen mit Deutschland vertieften sich in seiner Amtszeit allerdings eher. Unter Macrons Führung wurde 2017 die Europäische Interventionsinitiative und 2022 die Europäische Politische Gemeinschaft als neue europäische Kooperationsforen ins Leben gerufen. Nach dem russischen Angriff auf die Ukraine 2022 (den Macron im Vorfeld in Verhandlungen mit Putin hatte verhindern wollen) unterstützte Frankreich die Ukraine finanziell, diplomatisch und mit Waffenlieferungen. Im Verbund mit den anderen EU-Staaten erhob Frankreich auch Sanktionen gegen Russland und wurde deshalb von Russland auf die Liste unfreundlicher Staaten gesetzt. In Afrika verlor Frankreich unter Macron an Einfluss. In den 2020er Jahren kündigten die Militärjuntas von Burkina Faso, Mali und Niger die Militärabkommen, die den Einsatz französischer Truppen auf ihrem Territorium erlaubten, und schafften im Fall von Mali Französisch als Amtssprache ab.

## Europa
Frankreich ist gemeinsam mit Deutschland seit den 1950er Jahren die treibende Kraft bei der europäischen Einigung gewesen und ist der zweitbevölkerungsreichste Staat der Europäischen Union. Frankreich setzt sich für eine vertiefte wirtschaftliche und militärische Zusammenarbeit der Staaten in Europa ein und möchte ein Europa schaffen, welches auf der Weltbühne eigenständig agieren kann. Hinsichtlich einer weiteren Erweiterung der Europäischen Union zeigte sich Frankreich nach der Eurokrise zuerst zurückhaltend, schwenke aber nach dem russischen Überfall auf die Ukraine 2022 um.

### Deutschland

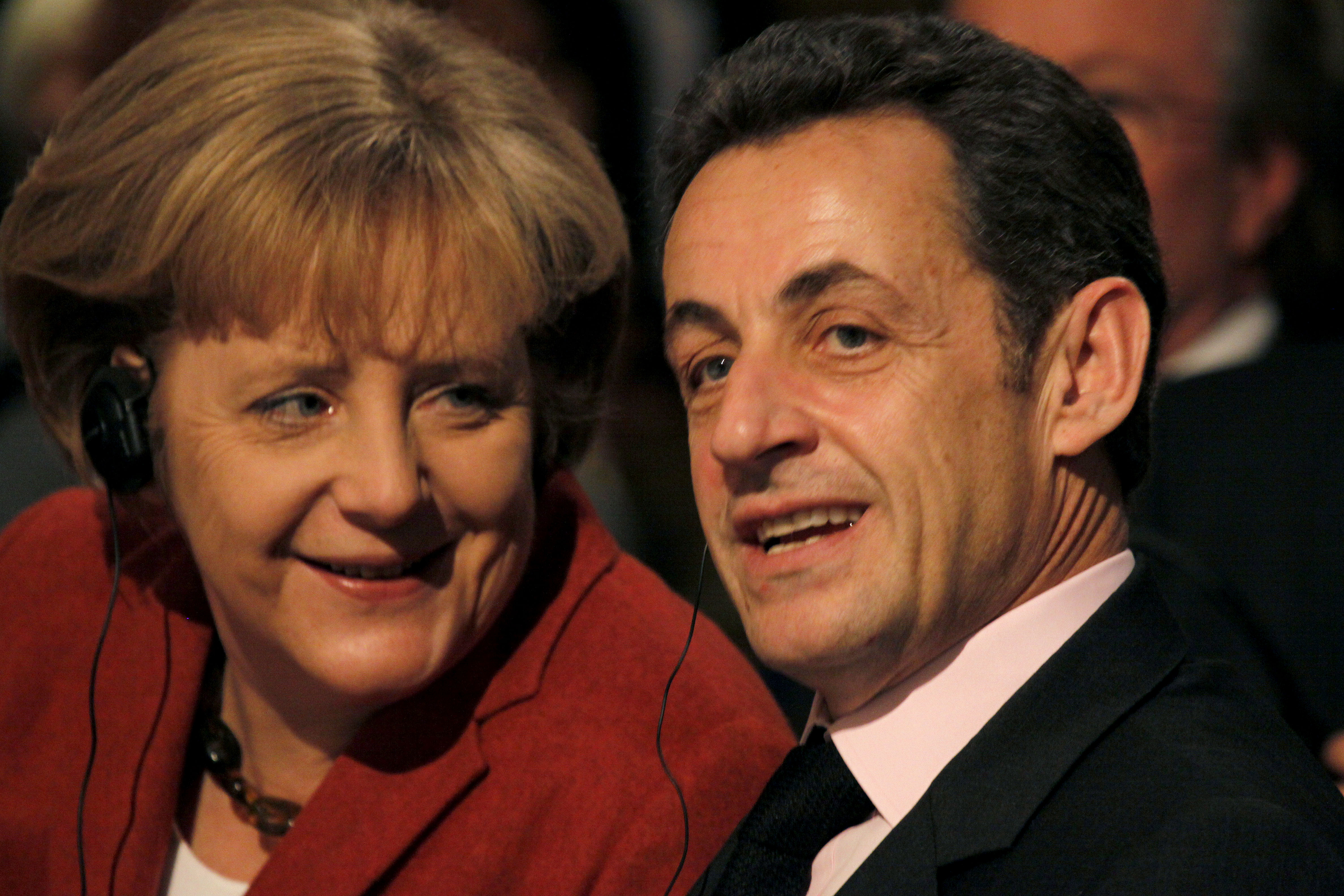
Angela Merkel und Nicolas Sarkozy (2009)

Historisch waren die Beziehungen zwischen Deutschland und Frankreich stark angespannt und beide Länder führten zahlreiche Kriege gegeneinander. Nach dem Ende des Zweiten Weltkriegs erfolgte die Aussöhnung und beide Staaten unterzeichneten 1963 einen Freundschaftsvertrag. Das Verhältnis ist bis heute freundschaftlich geblieben und es bestehen zahlreiche wissenschaftliche, technische, kulturelle, militärische und wirtschaftliche Kooperationsprojekte zwischen beiden Ländern. Zusätzlich dazu kommen europäische Gemeinschaftsprojekte wie CERN, Airbus oder die Europäische Weltraumorganisation. 2021 lag der bilaterale Warenaustausch bei knapp 160 Milliarden Euro, womit Frankreich zu den wichtigsten Handelspartnern für Deutschland zählt. Aufgrund der kulturellen und politischen Differenzen zwischen beiden Ländern kam es allerdings auch immer wieder zu Meinungsverschiedenheiten, so z. B. hinsichtlich der europäischen Schuldenkrise oder der künftigen Ausrichtung der EU.

### Spanien
Mit dem Nachbarland Spanien besteht ein partnerschaftliches Verhältnis. Zahlreiche Spanier und ihre Nachkommen leben heute in Frankreich. Nach dem Ende des Franquismus unterstützte Frankreich die Spanier bei der europäischen Integration. 1986 trat Spanien der Europäischen Gemeinschaft bei und der wirtschaftliche, touristische und kulturelle Austausch konnte dadurch deutlich intensiviert werden. Innerhalb der EU kooperieren beide Länder auch eng als Teil der EU-Südstaaten und der Mittelmeerunion. Am 19. Januar 2023 unterzeichneten der spanische Premierminister Pedro Sánchez und der französische Präsident Emmanuel Macron einen Freundschaftsvertrag zwischen beiden Ländern. Beide Seiten vereinbarten dabei auch eine vertiefte Zusammenarbeit bei der Energieversorgung, gemeinsame Rüstungsprojekte und ein Ausbau der Zugverbindungen zwischen beiden Ländern.

### Italien
Frankreich spielte eine wichtige Rolle bei der Unterstützung der italienischen Einigung, insbesondere bei der Niederlage des Österreichischen Kaiserreichs, sowie durch finanzielle Unterstützung. Im späten 19. Jahrhundert rivalisierten beide Länder allerdings um die Kontrolle über Nordafrika und den Mittelmeerraum. Zu Beginn des Zweiten Weltkriegs standen sich beide Länder feindlich gegenüber und Italien annektierte französische Gebiete, die nach der Niederlage der Achsenmächte wieder zurückgegeben wurden. Nach 1945 wurden allerdings enge Beziehungen etabliert und die beiden Nachbarn wurden 1949 und 1951 Gründungsmitglieder der NATO bzw. der Europäischen Gemeinschaft für Kohle und Stahl (EGKS). Während der europäischen Schuldenkrise unterstützte Frankreich die italienische Position und setzte sich für weniger strenge Defizit- und Schuldengrenzen ein. 2021 unterzeichneten Italien und Frankreich einen Freundschaftsvertrag.

### Polen
Die polnisch-französischen Beziehungen reichen mehrere Jahrhunderte zurück, obwohl sie erst mit der Französischen Revolution und der Herrschaft von Napoleon I. wirklich relevant wurden. Die Polen waren Verbündete von Napoleon; eine große polnische Gemeinschaft ließ sich bereits im 19. Jahrhundert in Frankreich nieder. In der Zwischenkriegszeit im 20. Jahrhundert verbündete sich Frankreich mit Polen gegen das Deutsche Reich, bevor beide Länder zum Opfer deutscher Aggression wurden. Nach dem Ende des Kalten Krieges verstärkten sich die französisch-polnischen Kontakte wieder und Polen trat 2004 mit französischer Unterstützung der EU bei. Innerhalb der EU erfolgen im Rahmen des Weimarer Dreiecks regelmäßig Konsultationen zwischen Deutschland, Frankreich und Polen, um die gemeinsame Politik zu koordinieren.

### Vereinigtes Königreich

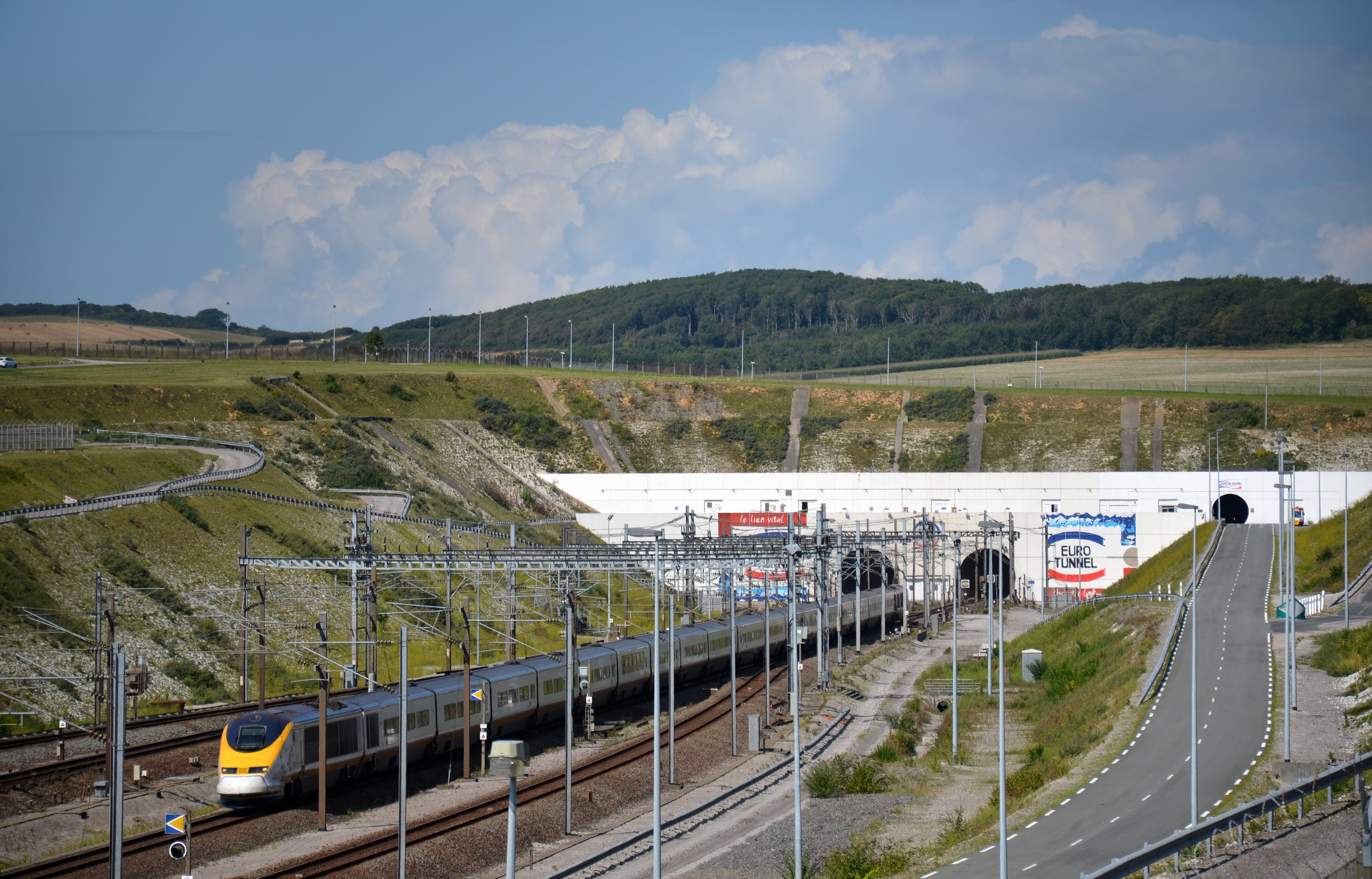
Eurotunnel

Die Briten und die Franzosen konkurrierten über Jahrhunderte um die Position als dominante Kolonial- und Weltmacht, wobei die Briten sich durchsetzen konnten und das Englische zur Weltsprache wurde. Zu Beginn des 20. Jahrhunderts wurden beide Mächte schließlich Verbündete und kämpfen in beiden Weltkriegen auf derselben Seite. 1993 wurde der Eurotunnel fertiggestellt, welcher Großbritannien mit Frankreich und dem europäischen Festland verband. Beide Länder unterhalten enge Wirtschaftsbeziehungen und schlossen 2010 Verträge über Zusammenarbeit im Verteidigungsbereich ab. Aufgrund ihrer kolonialen Vergangenheit sind beide Mächte stärker nach außen orientiert als die anderen europäischen Länder, was sie dazu veranlasst, in Fragen wie dem libyschen Bürgerkrieg zusammenzuarbeiten, wo beide Mächte gemeinsam intervenierten.

### Russland
Das russisch-französische Verhältnis hat eine lange Vorgeschichte und beide Nationen kämpfen lange um die Vorherrschaft in Mittel- und Osteuropa, weshalb sie sich in zahlreichen Koalitionen gegenüberstanden. Frankreich unterstützte während des Kalten Kriegs die Vereinigten Staaten im Rahmen des NATO-Bündnisses gegen den Warschauer Pakt, hatte jedoch auch eine starke kommunistische Partei. Nach dem Ende des Kalten Krieges bemühte sich Frankreich um enge Beziehungen zu Russland und versuchte das Land in eine europäische Ordnung zu integrieren, auch um eine von den Vereinigten Staaten unabhängige Sicherheitsarchitektur zu schaffen. Die wirtschaftlichen und politischen Kontakte zu Russland wurden deshalb stark intensiviert. Auch nach dem Beginn des Ukrainekonflikts 2014 sprach sich Frankreich für die Notwendigkeit guter Beziehungen zu Russland aus. Erst die Eskalation des Konflikts 2022 führte zu einem endgültigen Bruch zwischen beiden Ländern.

## Afrika

Die CFA-Franc-Zonen:
CFA-Franc BCEAO (Wirtschaftsunion UEMOA)
CFA-Franc BEAC (Wirtschaftsunion CEMAC)

Frankreich spielt in Afrika eine große Rolle, insbesondere in seinen ehemaligen Kolonien, eine bedeutende Rolle durch umfangreiche Hilfsprogramme, Handelsaktivitäten, militärische Abkommen und kulturellen Einfluss. Die französischen Kolonialaktivitäten in Afrika lassen sich bis aufs 17. Jahrhundert zurückverfolgen, mit direkter französischer Kontrolle über weite Teile Afrikas im 19. Jahrhundert. Über die CFA-Franc-Zone blieben die ehemaligen Kolonien in Subsahara-Afrika auch nach der Unabhängigkeit wirtschaftlich eng an Frankreich gebunden. Der CFA-Franc wurde an den französischen Franc und später an den Euro gekoppelt, und seine Konvertibilität wird vom französischen Schatzamt garantiert. Die Parität des CFA-Franc zum Euro hat es französischen Unternehmen und Franzosen ermöglicht, afrikanische Rohstoffe (z. B. Kakao, Kaffee, Gold, Uran usw.) zu kaufen, ohne Devisen bezahlen zu müssen. Während des Kalten Kriegs bauten französische Netzwerke enge Klientelbeziehungen zu verschiedenen afrikanischen Herrschern auf. Neben bevorzugten Zugriff auf die Rohstoffvorkommen afrikanischer Länder hat Frankreich seit den 1960er Jahren mehr als 30 militärische Operationen in Afrika durchgeführt, um verschiedene Herrscher zu stürzen oder zu beschützen. Diese Intervention und die Rolle Frankreichs in Afrika wurden wiederholt als Neokolonialismus kritisierte.
Nach der Hochphase des französischen Einflusses in Afrika hat sich der Einfluss durch die Haushaltszwänge Frankreichs, die verstärkte öffentliche Kontrolle im eigenen Land, den Tod wichtiger Persönlichkeiten der Françafrique und die Integration Frankreichs in die Europäische Union abgeschwächt. Konkurrenz erhält Frankreich in Afrika auch zunehmend durch die Volksrepublik China und Russland. So sollen die Russen eine Reihe von antifranzösischen Putschen in der Sahelzone gefördert haben, wodurch die dortige französische militärische Präsenz verloren ging.

## Naher Osten
Frankreich besitzt eine sehr lange diplomatische Präsenz in Vorderasien, welche sich bis auf die französisch-osmanische Allianz aus dem 16. Jahrhundert zurückverfolgen lässt. Das Land investierte jahrelang in die Aufrechterhaltung eines starken Standbeins in der Region in den Bereichen Handel, Sicherheitsinteressen sowie kultureller und sozialer Austausch. Frankreich hat eine einflussreiche Präsenz in der gesamten MENA-Region etabliert, wobei der Schwerpunkt auf Saudi-Arabien, den Vereinigten Arabischen Emiraten und Katar liegt. Für diese drei Golfstaaten ist Frankreich ein wichtiger Waffenlieferant und strategischer Partner. Im Konflikt um das iranische Atomprogramm und dem Nahostkonflikt hat sich Frankreich um eine Rolle als Vermittler bemüht. Erwähnenswert sind zudem die Beziehungen zum Libanon, der einst Teil des französischen Völkerbundmandat für Syrien und Libanon war und Armenien, wobei Frankreich eine große armenische Diasporabevölkerung hat. Angespannt sind dagegen die Beziehungen mit der Türkei, da beide Länder sich eine Rivalität um Einfluss im östlichen Mittelmeerraum liefern und Frankreich Armenien gegenüber Aserbaidschan und der Türkei unterstützt hat.

## Asien-Pazifik
Frankreich unterhält umfangreiche politische und wirtschaftliche Beziehungen zu asiatischen Ländern, darunter China, Indien, Japan, Südkorea und den Staaten Südostasiens, und ist in regionalen Foren zunehmend präsent. Frankreich war maßgeblich an der Initiierung des Asien-Europa-Treffens (ASEM) beteiligt. Der Raum Asien-Pazifik ist zunehmend ein Prioritätsgebiet der französischen auswärtigen Wirtschafts- und Kulturpolitik. Frankreich besitzt auch eine militärische Präsenz und eine große ausschließliche Wirtschaftszone im Südpazifik.

### Volksrepublik China
Frankreich zählte einst zu den westlichen Kolonialmächten in China. Nachdem Frankreich zuerst die Republik China anerkannt hatte, nahm Charles de Gaulle 1964 diplomatische Beziehungen mit der Volksrepublik China auf. In den 1990er Jahren gerieten Frankreich und die VR China aufgrund der Ein-China-Politik der VR China wiederholt aneinander. Frankreich verkaufte Waffen an Taiwan und verärgerte damit die Regierung in Peking. Dies führte zur vorübergehenden Schließung des französischen Generalkonsulats in Guangzhou. Frankreich erklärte sich schließlich bereit, einheimischen Unternehmen den Verkauf von Waffen an Taiwan zu verbieten, und nahm 1994 die diplomatischen Beziehungen wieder auf. Seitdem sind vor allem die wirtschaftlichen Beziehungen intensiviert worden und China ist ein wichtiger Absatzmarkt für französische Unternehmen geworden, mit einem beidseitigen Handelsvolumen von knapp 80 Milliarden US-Dollar (2023).

### Indien
Frankreich verlor im 18. Jahrhundert den kolonialen Wettlauf um Indien gegen die Briten, behielt dort aber kleinere Besitzungen. Frankreich und Indien nahmen kurz nach der Unabhängigkeit Indiens im Jahr 1947 diplomatische Beziehungen auf. Die engen diplomatischen Beziehungen Indiens zu Frankreich führten am 1. November 1954 zur friedlichen Abtretung von Pondichéry an Indien, ohne dass Frankreich militärischen Widerstand leistete. Frankreich war das einzige Land, welches die Entscheidung Indiens, eine Atommacht zu werden, im Jahr 1998 nicht verurteilt hat. Beide Staaten vereinbarten im selben Jahr eine strategische Partnerschaft. Frankreich zählt zu den wichtigsten Lieferanten von Rüstungsgütern für Indien und beide Länder kooperieren eng im militärischen und sicherheitspolitischen Bereich.

## Amerika
In Amerika hat Frankreich durch die Kolonialzeit noch eine Präsenz in der Karibik und in Südamerika durch Französisch-Guayana, was Brasilien zu einem Nachbarn von Frankreich macht.

### Vereinigte Staaten
Die USA und Frankreich verbinden enge kulturelle, politische, wirtschaftliche und diplomatische Kontakte. Frankreich spielte eine wichtige Rolle als Unterstützer der Dreizehn Kolonien gegen das Vereinigte Königreich im Amerikanischen Unabhängigkeitskrieg. Auch in beiden Weltkriegen des 20. Jahrhunderts waren die beiden Staaten Verbündete und Frankreich trat später der NATO bei und profitierte vom Marshallplan. Im Gegensatz zu z. B. den Briten haben die Franzosen aber wiederholt versucht, eine unabhängige Position gegenüber den Amerikanern einzunehmen, besonders unter den Gaullisten. Frankreich kritisierte den amerikanischen Vietnamkrieg (1955–1975) und den Irakkrieg (2003). Frankreich schloss sich allerdings der NATO-Intervention in Afghanistan (2001–2021), dem Internationalen Militäreinsatz in Libyen (2011) und der US-geführten Internationalen Allianz gegen den Islamischen Staat an.

### Kanada
Mit Kanada verbindet Frankreich eine besondere Beziehung, da das französische Gebiet Saint-Pierre und Miquelon direkt vor der Küste von Neufundland liegt und es in der Provinz Québec und dem Rest Kanadas zahlreiche französischsprachige Kanadier gibt. De Gaulle, ein Befürworter der Souveränität Québecs, schlug mehrfach vor, Kanada in eine Staatenunion nach dem Vorbild von Österreich-Ungarn umzuwandeln. Im Juli 1967 löste er während eines offiziellen Staatsbesuchs in Kanada einen Sturm der Entrüstung aus, als er vor 100.000 Menschen in Montreal ausrief: Vive le Québec Libre! („Lang lebe das freie Québec!“). Später verkündete Frankreich allerdings in der Québec-Frage eine neutrale Haltung einzunehmen und die Beziehungen verbesserten sich.